# 판관 (성경)
판관(공동번역, 가톨릭)(判官, 영어: Judges, 히브리어: שֹֽׁפְטִ֑ים 쇼프팀) 또는 사사(개신교)(士師)는 구약성경에서 이스라엘 백성이 가나안에 정착한 이후 왕국 성립까지의 기간 동안 활약한 지도자들을 말한다. 그들은 평시에는 농경과 목축에 종사하였던 지방토호(地方土豪)였으나 선주민과의 투쟁이나 외적의 습격에 의한 군사적·정치적 위기에 처하였을 때는 이스라엘 민족을 구출하기 위하여 일어섰던 카리스마적 영웅들이다. 그러나 그들은 전 이스라엘의 지배자는 아니고, 어디까지나 국지적·부족적, 그리고 일시적인 지도자들이었다. 〈판관기(判官記)〉에 등장하는 이러한 여러 영웅들에 관한 이야기 중에서도 특히 삼손과 데릴라의 이야기가 유명하다.

## 사사들의 명단

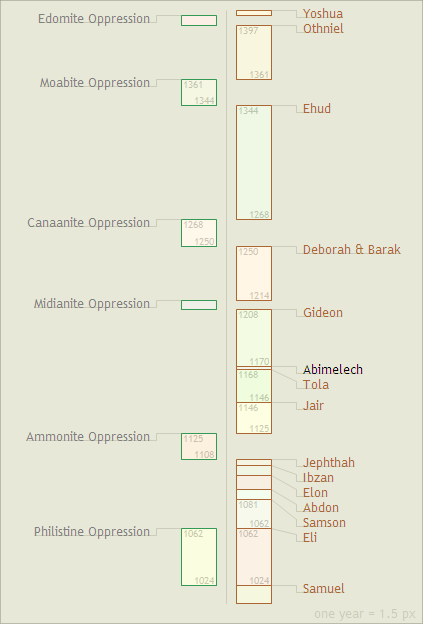
판관의 재위기간

판관기/사사기의 사사는 12명이며, 사무엘기에 나타나는 사사 2명까지 포함하면 총 14명이다. 사사들의 명단을 순서대로 나열하면 다음과 같다. 
| 판관          | 구절(판관기) | 지파                | 압제자                     | 압제기간 | 재임기간 |
| ------------- | ------------ | ------------------- | -------------------------- | -------- | -------- |
| 오드니엘      | 3:7~11       | 유다 지파           | 메소포타미아 구산 리사다임 | 8년      | 40년     |
| 에훗          | 3:12~30      | 베냐민 지파         | 모압 에글론, 암몬, 아멜렉  | 18년     | 80년     |
| 삼갈          | 3:31         |                     | 불레셋                     |          |          |
| 드보라        | 4:1~5:31     | 베냐민 지파         | 가나안 야빈                | 20년     | 40년     |
| 기드온        | 6:1~8:28     | 베냐민 지파         | 미디안, 아말렉             | 7년      | 40년     |
| 아비멜렉      | 9:6          |                     |                            |          |          |
| 돌라          | 10:1~2       | 잇사갈 지파         |                            | 23년     | 23년     |
| 야이르        | 10:3~5       | 므나쎄 지파(길르앗) |                            | 22년     | 22년     |
| 입다          | 10:6~12:7    | 므나쎄 지파(길르앗) | 암몬, 불레셋               | 18년     | 6년      |
| 입산          | 12:8~10      | 유다 지파           |                            | 7년      | 7년      |
| 엘론          | 12:11~12     | 즈블룬 지파         |                            | 10년     | 10년     |
| 압돈          | 12:13~15     |                     |                            | 8년      | 8년      |
| 삼손          | 13:1~16:31   | 단 지파             | 불레셋                     | 40년     | 20년     |
| 엘리          | 삼상 4:18    | 레위 지파           |                            |          |          |
| 사무엘        |              | 레위 지파           |                            |          |          |
| 요엘과 아비야 | 삼상 8:1-5   | 레위 지파           |                            |          |          |